# Olmo Gentile
Olmo Gentile là một đô thị ở tỉnh Asti vùng Piedmont thuộc Ý, nằm ở vị trí cách khoảng 70 km về phía đông nam của Torino và khoảng 35 km về phía nam của Asti. Tại thời điểm ngày 31 tháng 12 năm 2004, đô thị này có dân số 100 người và diện tích là 5,1 km².
Olmo Gentile giáp các đô thị: Perletto, Roccaverano, San Giorgio Scarampi và Serole.